# 無盡傳奇
《無盡傳奇》是万代南梦宫游戏（現万代南梦宫娱乐）發售的PlayStation 3用角色扮演游戏，游戏于2011年9月8日在日本发售。《無盡傳奇》是传说系列母艦作品「正編」的第13部作品，亦是传说系列15周年紀念的作品。這是系列首部的PS3作品（若計算曾發行PS3的作品，則是繼PS3版《宵星传说》、《圣恩传说》之后的第三部作品）。系列獨有的類型名稱為「信念坚定不移的RPG」（揺るぎなき信念のRPG）。
系列首次的雙主人公，到目前為止，已在負責主要角色設計藤島康介和猪股睦美兩個人擔任雙方一樣人數的人物設計。
动画作品Production I.G來擔任，本作在OVA版《交響曲傳奇》的製作由ufotable擔任。另外开发公司南夢宮傳奇工作室在本作發表後被萬代南夢宮遊戲合併（後來併入2012年4月2日成立的萬代南夢宮工作室），本作成為公司的最後作品。
2012年6月2日從橫濱體育館舉行傳說2012慶典，本作的續篇《無盡傳奇2》發售資訊發表。

## 登場人物
裘德·瑪提斯（ジュード・マティス，Jude Mathis）
聲 - 代永翼
手勢演員 - 末柄拓郎
人物設計 - 藤島康介
男主角，15歲。目標為成為醫師的少年，在非常年幼的時候就離開了故鄉進入王都伊爾·芬醫學院學習，過著忙碌充實的平靜生活。不過有一天，這裡接待了一名由於精靈術施展失敗而受傷的病人，而且這樣的病人竟漸漸多了起來，發覺了精靈們的情況似乎有些怪異。為了去向教授問詢情況，裘德前往了軍隊的研究所，因緣際會下結識了蜜拉，從此展開了波瀾萬丈的冒險旅程。
雖然意志堅定，但也經常受人左右。而看似稚嫩無知，卻也有著很強的觀察力與判斷力。
蜜拉·麥斯威爾（ミラ＝マクスウェル，Milla Maxwell）
聲 - 泽城美雪
手勢演員 - 染井夕奈
角色設計 - 猪股睦美
女主角，20歲。掌管地水火風四大精靈、自稱麥斯威爾的神秘女性。棲身於山中神社關注著人間動向的她，突然感知到王都伊爾·芬周邊大量精靈被殺死的情況。米拉做出了人類和精靈都面臨巨大災難的判斷，但是為了確認真偽，她前往王都伊爾·芬、侵入了可能的根源——軍隊研究所。在那裡，她遇到了一位少年。
性格不諧世事，任何事情都讓手下精靈去料理，在人類世界中連飢餓都不懂，曾因此餓倒。
阿爾文（アルヴィン，Alvin）
聲 - 杉田智和
手勢演員 - 藤代太一
人物設計 - 藤島康介
突然出現於裘德眼前的神祕男子，26歲。曾四處遊蕩的老練傭兵，對誰都非常和善，總保持著大人般從容的態度。
不會辜負任何人的期望，也不會對任何人多聊自己的事，在外表友善態度下隱藏著自己真實的心。
雖然舉止看似有些放蕩隨興，卻也具有對得失斤斤計較與計算心機。
艾莉婕·卢塔斯（エリーゼ・ルタス，Elise Lutas）
聲 - 堀中優希
手勢演員 - 小倉菜月
人物設計 - 藤島康介
使用著與年齡不相符之上級精靈術的少女，12歲，總是抱著幫忙代言卻到了聒噪地步的玩偶堤波。
由於在特殊的環境下所成長，極度缺乏社交經驗，與人對談時總會顯得畏畏縮縮，但那只是還不習慣與人群接觸，而非討厭人類。對朋友這種存在有著強烈的憧憬，對於初次有人待她如友的裘德產生仰慕之情。
堤波
聲優：池澤春菜，設計：奥村大悟
會說話也會動的絨毛玩偶，總是附和著不擅言詞的艾莉婕。
罗嚴·J·伊路贝鲁特（ローエン・J・イルベルト，Rowen J Ilbert）
聲 - 麦人
手勢演員 - 入月謙一
人物設計 - 猪股睦美
大國ラ・シュガル的大貴族、シャール家的老執事，62歲。任何情況都能保持沉著冷靜，絕不會做出有違禮儀之舉。
擅長精靈術，值得一提的不是蠻力，而是如首腦般地以經驗與策略應對，同時卻又能以玩笑緩和緊張氣氛，是隊上風趣的氣氛製造者。
淵博知識，並且有著卓越的狀況判斷力與分析力，並熟於搶先一步反應事態。通常時表情相當柔和，但也偶爾會感受到他積年累月下銳利眼光的魄力。
配帶著軍刀，以飛刀制空，武身技與精靈術兩方皆活耀的可靠夥伴。
蕾娅·罗兰德（レイア・ロランド，Leia Rolando）
聲 - 早見沙織
手勢演員 - 中園彩香
人物設計 - 猪股睦美
裘德的兒時玩伴，15歲，是位個性開朗的少女。在家族經營的宿屋中擔任招牌服務員，一方面也在裘德老家所開的診所中擔任見習護士。有顆願為他人設想與同情的心，但也難免過於顧慮而產生煩惱。
對於格鬪與運動之事容易燃起鬥志，但比起勝負更在乎全力以赴，雖然失敗了也會感到氣餒，不過還是會努力保有向上心的勤奮少女。

## 音樂

### 主題歌
- 《progress》，歌手：濱崎步

### 原聲帶
《無盡傳奇 原聲帶》（TALES OF XILLIA ORIGINAL SOUNDTRACK）于2011年9月7日發售。分為初回限定盤和通常盤2種發售、全64曲組成。前面全17曲組成DISC4收錄。初回特典、特製標籤、B3海報、獎金圓盤、交換卡包含3枚TOX袋等同梱發售。
| DISC1 | DISC1                  | DISC1              |
| 曲序  | 曲目                   | {{{extra_column}}} |
| ----- | ---------------------- | ------------------ |
| 1.    | 精霊の主               |                    |
| 2.    | 鎮座する精霊           | 四大精霊の加護     |
| 3.    | 愛しき世界を望みて     |                    |
| 4.    | 駆ける放課後           |                    |
| 5.    | テイルズオブエクシリア |                    |
| 6.    | 夜域に包まれる王都     |                    |
| 7.    | 蔓延る悪意             |                    |
| 8.    | 拳を握って             |                    |
| 9.    | 勝利の喜び             | 悪の根源           |
| 10.   | 絶体絶命               |                    |
| 11.   | 決死の剣               | 異国の大地         |
| 12.   | 覆われた真実           |                    |
| 13.   | つかの間の休息         |                    |
| 14.   | 暁に染まる山村         |                    |
| 15.   | 溢れる自然             |                    |
| 16.   | 生か死か               |                    |
| 17.   | 戦い敗れて             |                    |
| 18.   | 猛りの滄我             |                    |
| 19.   | 精霊の里               |                    |
| 20.   | 重なり合う波紋         |                    |
| 21.   | .忍び寄る影            |                    |
| 22.   | 旅に魅せられて         |                    |
| 23.   | 活気あふれる商業街     |                    |
| 24.   | 予期せぬ衝撃           |                    |
| 25.   | 優しさに包まれて       |                    |
| 26.   | ミラのテーマ〜使命〜   |                    |
| 27.   | 陽光に照らされて       |                    |
| 28.   | 懐かしき故郷           |                    |
| 29.   | 己を信じて             |                    |

## 關連商品與媒體衍生

### 攻略本
- 無盡傳奇 官方完全指南

### 漫畫
無盡傳奇 SIDE:JUDE
《ビバ☆テイルズ オブ マガジン》Vol.7預先連載、Vol.8本格連載。作畫：佐藤夕子。從裘德的視點所展開的故事。
1. 2012年2月27日發行 ISBN 978-4-04-886293-6

無盡傳奇 SIDE;MILLA
《月刊コミックジーン》2011年10月號上連載。作畫：hu-ko。從密拉的視點所展開的故事。
1. 2012年2月27日発行 ISBN 978-4-8401-4430-8

### 小說
- 著 - 安彦薫 本文插圖 - 佐藤夕子 封面插圖 - ufotable 電撃文庫 全3巻
  - 無盡傳奇1　ISBN 978-4-04-870878-4（2011年11月10日发行）
  - 無盡傳奇2　ISBN 978-4-04-886161-8（2012年1月7日发行）
  - 無盡傳奇3　ISBN 978-4-04-886352-0（2012年3月10日发行）

## 脚注
1. 1 2  Sal Romano. . Gematsu. July 6, 2012  [July 3, 2012]. （原始内容存档于2021-01-16）.
2. ↑  . Gpara.com. 2010-12-15  [2011-09-09]. （原始内容存档于2016-03-04）.
3. ↑  2人の主人公という意味ではエスコートタイトル《テイルズ オブ ファンタジア なりきりダンジョン》の方が先。最初に主人公を選択し、選んだ側の視点がメインとなり、シナリオに若干の変化が生じる等の要素をもった主人公を選ぶという意味でのダブル主人公はシリーズ初となる。

## 外部連結
- 官方网站（日語）